# The Underdog EP
Albums de Yellowcard
One for the Kids
(2001) Ocean Avenue
(2003)
The Underdog EP est le 2e EP, de Yellowcard, sorti en 2002. Il fait la transition entre One for the Kids et Ocean Avenue.